# 小行星8237
小行星8237（8237 Constable）是一颗绕太阳运转的小行星，为主小行星带小行星。该小行星于1960年10月17日发现。

## 轨道参数
小行星8237的轨道半长轴为2.2393303 UA，离心率为0.106。